# Tommaso Pedio
Tommaso Pedìo (né le 17 novembre 1917 et mort le 30 janvier 2000 à Potenza) est un historien, essayiste et avocat italien connu principalement pour ses études sur le brigandage post-unitaire et sur la Question méridionale. Le Prix Tommaso Pedio, décerné tous les deux ans pour récompenser les auteurs d'essais sur l'histoire de la Basilicate, lui a été intitulé.

## Biographie
Né à Potenza, en Basilicate, Tommaso Pedìo entre assez jeune en tant qu'employé au service des archives d’État locales dont il deviendra par la suite directeur du secteur des archives de Potenza de septembre 1943 à février 1944. Il est diplômé de jurisprudence à l'Université de Rome « La Sapienza » avec une thèse sur l'Histoire du Droit Italien et il devient ainsi avocat en 1945.
La proximité des idées de Pedio aux idées antifascistes des historiens et homme politique Gaetano Salvemini et Ettore Ciccotti le pousse à s'intéresser aux essais historiques.
En 1943, durant l'occupation anglo-américaine, il fonde et dirige la revue Il Gazzettino, de tendance antifasciste. Il devient la même année chef de la rédaction italienne de la revue américaine Controcorrente, de Boston, où il collabore avec Gaetano Salvemini, Ignazio Silone, Angelo Tasca, Ernesto Rossi et Angelica Balabanova.

## Publications
- Per la storia della questione meridionale (1944)
- Processi e documenti storici della sezione di Archivio di Stato di Potenza (1946)
- Contro Franco in difesa della libertà dei popoli  (1951)
- Libertà e religione (1952)
- Osservazioni sulla obiezione di coscienza (1953)
- Titolarita del diritto di querela del reato di sottrazione consensuale di minorenni (1954)
- La soppressione del neonato per causa di onore (1954)
- Radicali moderati e conservatori durante la Repubblica partenopea: note ed appunti sul 1799 in Basilicata (1958)
- Per la repressione del moto antifrancese in Viggiano nell'agosto del 1806 (1959)
- L'Insurrezione lucana nell'agosto del 1860 (1960)
- La Basilicata durante la dominazione borbonica: note ed appunti per la storia economica e sociale del Mezzogiorno d'Italia (1961)
- Saggio bibliografico sulla Basilicata: dalle origini del Risorgimento alla repressione del brigantaggio: 1700-1870 (1961)
- Reazione alla politica piemontese ed origine del brigantaggio in Basilicata (1860-61) (1961)
- Le condizioni della Basilicata in una inchiesta del 1859 (1961)
- Il Mezzogiorno e la Basilicata (1962)
- Gli studi di storia patria in Basilicata dal secolo XV alla fine del secolo XVIII (1962)
- Contadini e galantuomini nelle provincie del Mezzogiorno d'Italia durante i moti del 1848 (1963)
- Potenza dai normanni agli aragonesi: note ed appunti (1964)
- A proposito di alcuni recenti studi sulla storia dell'agricoltura italiana (1964)
- Storia della storiografia lucana (1964)
- Inchieste e studi economici in Basilicata durante la dominazione borbonica (1965)
- La relazione Gaudioso sulla Basilicata (1736) (1965)
- Vita politica in Italia Meridionale: 1860-1870 (1966)
- L'opposizione liberale in Basilicata dopo l'Unità (1860-1864) (1966)
- Le provincie pugliesi alla fine del Settecento (1967)
- Gli studi di storia dell'arte in Basilicata da Bertaux a Prandi (1967)
- Note ed appunti per un cartulario della regione del Vulture: (967-1783) (1967)
- Per la storia della Basilicata nella seconda meta del XIII secolo (1967)
- Esuli meridionali nella Repubblica italiana, occupazione francese in Puglia e congiura del generale Lechi nel carteggio di Francesco Melzi (1968)
- Per la storia del Mezzogiorno d'Italia nell'età medievale: note ed appunti (1968)
- Vita di una cittadina meridionale nel Medio Evo e nell'età moderna: note ed appunti (1968)
- La grande inchiesta murattiana sulle condizioni del Mezzogiorno d'Italia (1969)
- Matrimonio e divorzio nelle province meridionali tra '700 e '800 (1969)
- Dizionario dei patrioti lucani, artefici e oppositori (1700-1870) - volume I (A-C) (1969)
- Il 1799 in Terra di Bari: Documenti sul 1799 in Terra di Bari (1970)
- Dizionario dei patrioti lucani, artefici e oppositori (1700-1870) - volume II (D-I) (1972)
- Uomini, aspirazioni e contrasti nella Basilicata del 1799: i rei di Stato lucani (1973)
- Giacobini e sanfedisti in Italia meridionale: Terra di Bari, Basilicata e Terra d'Otranto nelle cronache del 1799 (1974)
- Gli spagnoli alla conquista dell'Italia (1974)
- I Comitati di provvedimento e i contrasti fra Mazzini e Garibaldi nel biennio 1861-1862(1975)
- La battaglia politica di Giovanni Bovio: antologia dei suoi scritti (1976)
- La Trasformazione e la scomparsa del costume popolare nei paesi pugliesi (1976)
- Lotte e contrasti per l'istituzione dell'Università degli studi di Bari (1977)
- Industria, società e classe operaia nelle province napoletane nella prima metà dell'Ottocento (1977)
- Antiche storie di Puglia e di Basilicata (1978)
- Brigantaggio e questione meridionale (1979)
- Classi e popolo nel Mezzogiorno d'Italia alla vigilia del 15 maggio 1848 (1979)
- Dizionario dei patrioti lucani, artefici e oppositori (1700-1870) - volume III (L-O) (1979)
- Agitazioni e scioperi operai a Napoli nella primavera del 1848 (1980)
- Il consolato veneto a Molfetta dal XV al XVIII secolo (1980)
- La Basilicata nel Risorgimento politico italiano (1700-1870): saggio di un dizionario bio-bibliografico (1981)
- Il 1848 in Capitanata (1981)
- L'inchiesta Massari sul Brigantaggio (1982)
- Baroni galantuomini e contadini nell'età moderna: appunti di storia meridionale (1982)
- L'insurrezione antifrancese in Basilicata nel 1806 (1982)
- La stampa politica delle province del Mezzogiorno dall'Unita al fascismo: giornali e fogli elettorali in Irpinia (1983)
- Moda e ricerche sulla vita religiosa nella storiografia locale (1983)
- Le provincie pugliesi: alla fine del XVIII secolo nelle relazioni del Galanti (1983)
- Vescovi e comunità cristiane in partibus Lucaniae fino alla conversione dei Longobardi (1984)
- Longobardi Bizantini e Saraceni nei paesi lucani tra il IX e il X secolo (1985)
- La Basilicata borbonica (1986)
- Massoni e giacobini nel Regno di Napoli: Emmanuele de Deo e la congiura del 1794 (1986)
- Vescovi ed abati nell'età sveva in Basilicata (1988)
- Brigantaggio meridionale, 1806-1863 (1989)
- La Basilicata longobarda (1989)
- La Basilicata normanna (1989)
- La Basilicata da Federico II a Roberto d'Angiò (1989)
- La Basilicata da Roberto a Renato d'Angiò (1989)
- Centri scomparsi in Basilicata (1990)
- Massoni e giacobini in Basilicata alla vigilia del 1799 (1990)
- L'ordinamento cittadino nelle province del Mezzogiorno d'Italia: Terra di Bari e Basilicata (1990)
- Dizionario dei patrioti lucani, artefici e oppositori (1700-1870) - volume IV (P-R) (1990)
- Dizionario dei patrioti lucani, artefici e oppositori (1700-1870) - volume V (S-Z) (1990)
- L' economia nelle province napoletane a meta dell'800 (1994)
- Intendenti e prefetti a Potenza: 1806-1943 (1997)
- La storia bandita: il brigantaggio meridionale (1799-1808) (1998)
- Cartulario della Basilicata (476-1443) (1998/1999)
- Viaggiatori stranieri nel Mezzogiorno d'Italia: George Berkeley in Basilicata (1999)
- Perché «briganti» (2000)

## Crédit d'auteurs
- (it) Cet article est partiellement ou en totalité issu de l’article de Wikipédia en italien intitulé « Tommaso Pedio » (voir la liste des auteurs).